# دياني إيبرت
دياني إيبرت هي كاتِبة كندية، ولدت في 26 أبريل 1957، وتوفيت في 29 يونيو 2008 بسبب مرض معد.